# Háziállatok elnevezéseinek listája
| Faj          | Életkor  | Hím   | Nőstény | Ivartalanított hím | Csapatban                                                    |
| ------------ | -------- | ----- | ------- | ------------------ | ------------------------------------------------------------ |
| szarvasmarha | felnőtt  | bika  | tehén   | ökör               | csorda (naponta kihajtva), gulya (tavasztól őszig szabadban) |
| szarvasmarha | növendék | bika  | üsző    | tinó               | csorda (naponta kihajtva), gulya (tavasztól őszig szabadban) |
| szarvasmarha | növendék | borjú |         |                    | csorda (naponta kihajtva), gulya (tavasztól őszig szabadban) |

| Megnevezés      | Hím                 | Nőstény                 | Fiatal egyed                  | Csapatban     |
| --------------- | ------------------- | ----------------------- | ----------------------------- | ------------- |
| szarvasmarha    | bika, ökör          | tehén                   | borjú, tinó, üsző             | gulya, csorda |
| ló              | mén, csődör         | kanca                   | csikó                         | ménes         |
| kutya           | kan                 | szuka                   | kölyök                        | falka         |
| macska          | kandúr              | (nőstény) macska        | kölyök, cica                  |               |
| sertés (disznó) | kan, ártány         | koca, emse, gője, gönne | malac, süldő                  | konda, csürhe |
| kecske          | bak                 | anyakecske              | gida (hím), gödölye (nőstény) | nyáj          |
| juh (birka)     | kos, ürü            | jerke                   | bárány, toklyó                | nyáj          |
| lúd (liba)      | gúnár               | tojó                    | csibe                         | nyáj          |
| tyúk            | kakas, kappan       | tojó, kotlós            | csibe, jérce, csirke          |               |
| kacsa           | gácsér              | tojó                    | csibe                         |               |
| pulyka          | kakas (esetleg bak) | tojó                    | csibe                         |               |
| nyúl            | bak                 | nőstény                 | szopós, süldő                 |               |

A kappan már fiatal korában herélt, azaz ivartalanított kakast jelent. 
Az ártány ugyancsak herélt, vagyis ivartalanított disznót jelent, és azért herélik, hogy a hús kanszagát elvegyék, amikor néhány hónappal vagy akár évekkel később levágják.
További csoportnevek: csapat, raj (méhek, darazsak, halak, madarak), sereg (madarak, emlősök, kétéltűek és hüllők), boly (hangyák).
Nem kifejezetten háziállat, de a szarvasnál is külön név létezik a hímre (bika), a nőstényre (tehén, ünő), valamint az utódra (borjú), amelyek a szarvasmarha elnevezéseiből erednek. A borjú használatos még a fiatal bivalyra, elefántra és bálnára is. Az őznél a megfelelő nevek a bak, a suta és a gida. Madaraknál a nőstény tojó, az utód pedig fióka. Szarvasok, őzek csapatát pedig rudlinak nevezik.